# Muriceides verrili
Muriceides verrili is een zachte koraalsoort uit de familie Plexauridae. De koraalsoort komt uit het geslacht Muriceides. Muriceides verrili werd in 1889 voor het eerst wetenschappelijk beschreven door Wright & Studer. 